# 人生讃歌〜渡る世間は鬼ばかり〜
「人生讃歌〜渡る世間は鬼ばかり〜」（じんせいさんか〜わたるせけんはおにばかり〜）は、2017年8月16日に発売された天童よしみのシングル。

## 解説
本曲はTBS系ドラマ『渡る世間は鬼ばかり』のテーマソングに新たに詞を付けた作品となっている。

## 収録曲
1. 人生讃歌〜渡る世間は鬼ばかり〜 (3分31秒)
作詞：Satomi、作曲：羽田健太郎[注釈 1]
2. 人生風ぐるま (4分34秒)
作詞：湯川れい子、作曲・編曲：神山純一
3. 人生讃歌〜渡る世間は鬼ばかり〜（オリジナル・カラオケ）
4. 人生風ぐるま（オリジナル・カラオケ）